# عین ماهل
عین ماهل (به لاتین: Ein Mahil) یک منطقهٔ مسکونی در اسرائیل است که در شمال واقع شده‌است.